# All I Want
«All I Want» es una canción de la banda estadounidense de punk rock The Offspring. Es la décima canción de su cuarto álbum, Ixnay On The Hombre, publicado en 1997, y fue lanzada como el primer sencillo del álbum en diciembre de 1996. Alcanzó el puesto número 31 en el Reino Unido, y el número 15 en Australia. En los Estados Unidos, alcanzó el puesto número 13 en Modern Rock Tracks. "All I Want" también aparece como la quinta canción en su álbum recopilatoro Greatest Hits, que fue lanzado en 2005.
La canción fue incluida en el videojuego Crazy Taxi, así como el juego de computadora Jugular Street Luge Racing, también fue incluida en la serie animada Daria en la primera temporada capítulo 3 titulado La universidad. El sencillo fue también el de menor duración publicado por The Offspring en toda su historia, con 1:55 de duración.

## Listado de canciones
| N.º                  | Título                              | Duración |  |
| 1.                   | «All I Want»                        | 1:55     |  |
| 2.                   | «Way Down the Line»                 | 2:37     |  |
| 3.                   | «Smash It Up» (Cover de The Damned) | 3:25     |  |
| Duración total: 7:57 |                                     |          |  |

## Origen
La canción, en principio, fue titulada "Protocol" y compuesta para una competición de composiciones de Bad Religion entre las bandas que se encontraban en Epitaph. Pero cuando Dexter Holland ofreció el tema a Brett Gurewitz (guitarrista de Bad Religion y dueño de Epitaph) para tocarla, este dijo que lo harían más tarde y en acústico. A lo que Holland rechazó, cambió la letra, el título y la uso para Offspring.

« "Your backs to the wall,

That's protocol,

 It's sequestering your spirit,

 Misleading us all".»
Fragmento de Protocol escrito por Dexter Holland.

## Videoclip
La banda hizo un videoclip para la canción, que fue dirigido por David Yow de The Jesus Lizard.
El vídeo consiste en tomas de la banda tocando y cantando la canción mezclada con las de un joven que aparentemente quiere rebelarse contra la sociedad. La mayoría de las veces que la banda aparece en el vídeo, es mostrada a través de colores psicodélicos. Mientras corre a través de su pueblo, el hombre se quita la ropa, incluyendo sus vaqueros. Al final del vídeo, llega a un campo, y cae en un charco de barro. En medio de las tomas de la banda y del hombre corriendo, se proyectan algunos viejos clips en blanco y negro de varias situaciones, incluyendo una carrera de bicicletas, un avión estrellándose contra un granero y un coche de carreras que se estrella contra una multitud.
Se rumoreaba que Buzz Osborne es el hombre que lleva la máscara mientras toca el piano. Luego, se comprobó en el DVD "Complete Music Video Collection", que el rumor era verdad.

### Apariciones en DVD
El video musical también aparece en el DVD llamado "Complete Music Video Collection", que fue lanzado en 2005.